# Fünf Sprachen der Liebe
Die  Fünf Sprachen der Liebe ist ein Begriff der Paartherapie, den der amerikanische Paar- und Beziehungsberater Gary Chapman prägte. Er definiert fünf verschiedene Beziehungssprachen, die in Partnerschaften gelebt würden und die für ein „Sich-geliebt-Fühlen“ verantwortlich seien.

## Ursprung
Chapman schrieb mehrere Bücher über die „Liebessprachen“ der Menschen. Seit Anfang der 1990er Jahre wurden diese Bücher ins Deutsche übersetzt. Mit dem Psychiater Ross Campbell erweiterte er die Interpretation der Liebessprachen in verschiedene Lebensentwicklungsbereiche. Neben dem Basiswerk Die fünf Sprachen der Liebe (The five love languages) erschienen weitere Bücher und Hörbücher zur persönlichen Liebessprache.

## Inhalte
Chapman vergleicht die persönliche Liebessprache auch mit einer Fremdsprache. Wenn zwei Menschen mit unterschiedlicher Muttersprache aufeinandertreffen, wird eine Kommunikation miteinander schwierig bis unmöglich werden. Wenn einer der beiden Partner die andere Sprache erlernt, dann wird Kommunikation möglich sein, jedoch eben nur in einer Sprache. In schwierigen Situationen kann dann die Fremdsprache nicht die eigene Sprache ersetzen. Das bedeutet, dass, im Sinne einer optimalen Kommunikation, beide Partner auch die Muttersprache des Anderen erlernen. Die Verständlichkeit wird gefördert. Nach seiner Theorie werden beide sich dadurch nahezu immer gut verstanden fühlen. Die fünf Sprachen gliedern sich in:

### Lob und Anerkennung
Menschen mit dieser Beziehungssprache loben die Menschen in ihrem Umfeld für alle möglichen und unmöglichen Dinge. Sie sehen oft besondere Leistungen, Gefälligkeiten, Gesten und Freundlichkeiten bei anderen und haben auch die Gabe, dies in den richtigen Worten, die von Herzen kommen, auszusprechen. Mit lobenden und anerkennenden Worten, ehrlichen Komplimenten, Anerkennung und Dank zeigen sie den Menschen, die sie schätzen, ihren Respekt, ihre ehrliche Wertschätzung, ihre Liebe und ihre Dankbarkeit. Oft fällt es diesen Menschen gar nicht auf, dass sie loben. Für sie ist es selbstverständlich, dass sie nicht nur Erfolge oder Leistungen mit Lob belohnen, sondern auch kleine Aufmerksamkeiten und Gesten wertschätzen und dies zum Ausdruck bringen.

### Zweisamkeit – die Zeit nur für euch
Menschen dieser Sprache bringen ihre Liebe und Wertschätzung durch Zeiten exklusiver, aufmerksamer, offener und präsenter Zweisamkeit (gemeinsames Abendessen, Gespräche, körperliche Zuwendung, Morgen- oder Abendrituale, ganzes Wochenende ohne Störung etc.) zum Ausdruck (Quality Time). Es geht ihnen um die Zeit, die man bewusst und aufmerksam, einander zugewandt miteinander verbringt (bewusst gelebte Zweisamkeit). Darin liegt für sie eine hohe Qualität. Diese uneingeschränkte Aufmerksamkeit ist eine Beziehungsqualität, die sie in hohem Maße schätzen.

### Geschenke, die von Herzen kommen
„Kleine Geschenke erhalten die Freundschaft“ ist das Motto dieser Menschen. Sie zeigen durch kleine Geschenke oder Aufmerksamkeiten den Menschen, die sie lieben, ihre Wertschätzung. Dabei spielt der materielle Wert keine Rolle (wichtiger: Gedanken, Kreativität, Überraschung, ausgefallene Ideen, Bezug zu oft unausgesprochenen Wünschen und Bedürfnissen des Beschenkten). Gerade bei heranwachsenden Kindern, die erst ihre Liebessprache finden müssen, kann die Phase oft beobachtet werden. Der Geschenk-Typ schätzt es, wenn ein passendes Geschenk liebevoll ausgesucht wird. Für ihn ist es ein Zeichen der Wertschätzung, wenn sich jemand schon bei der Auswahl des Geschenkes Gedanken über die Wünsche und Bedürfnisse des Beschenkten macht und Zeit für eine gelungene Überraschung nimmt oder seine Zeit und ungeteilte Aufmerksamkeit verschenkt.

### Hilfsbereitschaft
Der Grundsatz: „Wenn Du etwas benötigst, sage es einfach, ich tue gerne etwas für dich“, „was kann ich dir Gutes tun?“, „womit kann ich dich erfreuen?“, „kann ich dich unterstützen?“ zählt zu den Aussagen der Menschen in der Liebessprache der Hilfsbereitschaft. Sie helfen aus Leidenschaft, helfen ist für sie eine Selbstverständlichkeit und ein Liebesdienst. Sie zeigen ihrem Umfeld und ihren Lieben auf diese Art, dass sie sie lieben. Dabei geht es nicht um die Größe einer Hilfeleistung. In der Partnerschaft können das scheinbar unwichtige Dienstleistungen oder kleine Gesten sein.

### Zärtlichkeit
Umarmungen und Streicheleinheiten für den Partner geben diesen Menschen ein sehr gutes Gefühl. Über Berührungen fühlen sie die Qualität der Beziehung und sie zeigen auch über Zärtlichkeiten ihre Liebe. Für sie zählt eine zärtliche Berührung mehr als die gesprochenen Worte „ich liebe dich“. Der Liebesakt ist nur eine Form vom Austausch der Zärtlichkeiten. Wenn sie einen Partner mit der gleichen Berührungs-Sprache haben, dann finden sie tausend Wege, um ihre Liebe auch in der Öffentlichkeit mittels kleiner Zärtlichkeiten zu zeigen. Für diesen Typ ist jede dieser Berührungen ein Bekenntnis und ein Liebesbeweis.

## Kritik
Die „Fünf Sprachen der Liebe“ basieren nicht auf Forschungsergebnissen, sondern allein auf Gary Chapmans persönlichen Ansichten und seinen Erfahrungen, die er als christlicher Pastor ausschließlich mit christlichen, verheirateten, heterosexuellen Paaren gesammelt hat. 
Verschiedene Studien stellen das propagierte Konzept in Frage. So stellte eine Studie fest, dass, wenn die Testfragen anders formuliert werden, es in der Regel keine primäre „Liebessprache“ gibt, sondern alle „Liebessprachen“ für die meisten Menschen eine ähnliche Wichtigkeit haben. Auch führe eine Übereinstimmung der Partner bei der „primären Liebessprache“ nicht zu einer höheren Beziehungszufriedenheit – dies wurde von mehreren Studien widerlegt.
Die Forschung deute zudem darauf hin, dass es mehr als nur fünf Verhaltensweisen gibt, mit denen Liebe in romantischen Beziehungen ausgedrückt werden kann.